# Nordstan
Нурдстан (швед. Nordstan) — торговий центр у Гетеборзі, Швеція. Найбільший торговий центр міста з приблизно 180 магазинами та 150 офісами. Загальна площа торгового центру становить близько 320 000 м² розділена на дев'ять об'єднаних будівель, серед яких площа виділена для роздрібної торгівлі та ресторанів складає близько 70 000 м². 
У компаніях, розташованих у Нурдстані, працює близько шести тисяч людей, а загальний річний оборот у 2013 році становив 4,1 мільярди шведських крон. Основні проходи в центрі — це громадські простори, тому вони відкриті для використання після закриття магазинів. Характер центру змінюється після закриття магазинів. Присутність дорослих різко зменшується, а приміщення перетворюються на тусовки для молоді. 